# Pierre Vilar
Pierre Vilar (Frontignan, 3 de mayo de 1906 - Donapaleu, 7 de agosto de 2003) fue un historiador e hispanista francés. Está considerado una de las máximas autoridades en el estudio de la Historia de España, tanto en el periodo del Antiguo Régimen como en la Edad Contemporánea, así como en la historia económica y la historia social en general. Como marxista, fue crítico con la desaparición de la Unión Soviética y el Bloque del Este. Fue el referente individual más destacado de la historiografía catalana desde la segunda mitad del siglo XX, tras la muerte de Jaume Vicens Vives.

## Biografía
Vilar nació el 3 de mayo de 1906 en la localidad de Frontignan, en pleno territorio histórico de Occitania. Defendió la oficialización del idioma occitano y hasta creó una asociación de amistad catalano-occitana.
Fue Doctor en Historia por la Universidad de La Sorbona, de la que llegó a ser catedrático en 1965. Miembro de la École de Hautes Études de París, Doctor Honoris Causa por la Universidad de Barcelona (1979) y la [Universidad de Valencia] (1991). El Centro de Estudios de Historia Moderna de Barcelona lleva su nombre. Obtuvo, entre otros, los premios Ramon Llull y Elio Antonio de Nebrija; y la Medalla de Oro de la Generalidad de Cataluña.
Se preocupó por la metodología de la historia, defendiendo la teoría de la Historia total desde una perspectiva fiel a sus convicciones marxistas. Formado inicialmente como geógrafo y estimulado por sus maestros, viajó a España en 1927 con el propósito inicial de realizar una monografía regional sobre el área pirenaica catalana.
Su segunda estancia en España fue en 1930, con una beca de la Casa de Velázquez. Entonces contactó con el hispanista francés Maurice Legendre (de orientación política completamente diferente), que le acompañó en un viaje a Las Hurdes y le facilitó contactos con la intelectualidad española; y conoció a la que sería su esposa, Gabriela.
Fue profesor en el Liceo Francés de Barcelona entre 1934 y 1957, exceptuando el periodo de la guerra civil española y la Segunda Guerra Mundial (esta última, en su mayor parte, prisionero en un campo de concentración, impartiendo clases a sus compañeros de cautiverio). Con esa larga interrupción, durante sus estancias investigó y redactó su tesis doctoral, Cataluña en la España Moderna (1962), su gran obra en tres volúmenes de unas seiscientas páginas cada uno, considerado un clásico de la historiografía y modelo de síntesis regional, que "ha recibido todos los elogios, desde los comunistas a Jordi Pujol", recordó Eliseu Climent, editor de sus memorias Pensar históricamente (Tres i quatre, 1995).
Su breve pero influyente Historia de España fue un éxito de ventas incluso antes de permitirse legalmente su venta. Fue prohibida durante el franquismo, que incluso sancionó duramente a la editorial Ariel por su publicación a pesar de alegar que se había hecho exclusivamente para su exportación. Continuó siendo muy utilizada tanto en la enseñanza como en los ambientes progresistas en las décadas de 1970 y 1980.
Murió en agosto de 2003, a causa de su avanzada edad, en la localidad vasco-francesa de Donapaleu.

## Ideología
Aunque suele ser descrito genéricamente como historiador de escuela «marxista», diversos autores consideran que Vilar era una persona de firmes e inequívocas convicciones comunistas o, más concretamente, leninistas. A pesar de ello no quiso nunca militar en el Partido Comunista Francés (PCF) por considerar incompatible el activismo político con la historiografía.

## Obras
- 1947: Historia de España (22.ª edición en 2009)
- 1959: Le déclin catalan du bas Moyen Âge. Hypothèses sur sa chronologie
- 1962: La Catalogne dans l'Espagne moderne. Recherches sur les fondements économiques des structures nationales
- 1965: Crecimiento y desarrollo
- 1969: L’Or et la Monnaie dans l’histoire (1450-1920)
- 1975: Assaigs sobre la Catalunya del segle XVIII
- 1975: Historia marxista, historia en construcción
- 1980: Introducción al vocabulario del análisis histórico
- 1986: La guerre d'Espagne
- 1987-1990: Història de Catalunya (director, 8 volúmenes)
- 1995: Pensar històricament. Reflexions i records (autobiografía publicada en catalán, traducida en 1997 al español)
- 1998: Historia, nación y nacionalismo: cuestión nacional y movimiento obrero (con Joseba Intxausti)

## Fondo Pierre Vilar
El Fondo Pierre Vilar de la Universidad de Gerona (UdG) integra los libros de la biblioteca personal del historiador Pierre Vilar, donados por su familia en 2006. En total, son más de 6500 volúmenes, algunos firmados por los autores y con dedicatorias, además de 331 títulos de revista. Los libros se conservan en la Biblioteca del campus Barri Vell de la UdG.
La catalogación del fondo se realizó durante el 2006 en el marco de la conmemoración del centenario del nacimiento del historiador.
La suma de este legado al de los fondos Jaume Vicens Vives, Joan Reglà, Ramon Garrabou, Jordi Nadal, Joaquim Nadal y Lluís Maria de Puig, confieren a la Universidad de Gerona una gran relevancia como centro de investigación histórica e historiográfica en Cataluña.